# Arthroleptis lonnbergi
Arthroleptis lonnbergi е вид жаба от семейство Arthroleptidae.

## Разпространение
Видът е разпространен в Танзания.